# Vestnik
Le Vestnik, en russe : Вестник, est un clipper à hélice et à voiles qui fut en service dans la Marine impériale de Russie. Il fut construit sous la supervision de l'ingénieur naval Piotr Akindinovitch Titov au chantier naval de la Néva.

## Carrière dans la Marine impériale de Russie
- En août 1880 - Le Vestnik entreprit une expédition dans l'océan Pacifique.
- 26 mars 1881 - Au cours d'une tempête l'hélice du clipper fut très endommagée, l'équipage fut dans l'obligation de naviguer à la voile.
- 14 avril 1881 - Fin de la réparation de l'hélice.
- Le clipper ancra dans le port de Nagasaki.
- 28 septembre 1881 - Le détachement de l'amiral Aslanbegov entreprit une expédition au large des côtes australiennes.
- 16 décembre 1881 au 2 janvier 1882 - Le Vestnik resta ancré dans le port de Sydney.
- 5 janvier au 14 janvier 1882 - Le clipper ancré dans le port de Hobart (Tasmanie)
- 20 janvier au 12 février 1882 - Le bâtiment de guerre resta à quai à Melbourne.
- 15 février au 19 février 1882 - Le navire resta amarré dans le port d'Adélaïde.

Sur le chemin du retour, le clipper accosta dans le port de Singapour, l'anthropologue et ethnographe et explorateur Nikolaï Mikloukho-Maklaï (1846-1888) monta à bord du navire.
Les scientifiques à bord du Vestnik effectuèrent des études sur la pêche et l'hydrographie au large du Kamtchatka. 
- 1883 - Le clipper fit son retour à Kronstadt.
- 1885-1887 - Le clipper effectua une nouvelle expédition dans l'océan Pacifique.
- Retour en mer Baltique.
- 3 mars 1894 - De Libava, le Vestnik prit la direction de Polar (région de Mourmansk) et mit le cap sur la Nouvelle-Zemble (archipel de l'Océan Arctique) où les scientifiques procédèrent à des études sur la pêche et le monde animal. Les officiers placés sous le commandement de Mikhaïl Efimovitch Jdanko firent un descriptif de la côte de Mourmansk et mesurèrent les courants de la mer Blanche.
- En 1895 - Le navire fut de retour à Kronstadt.
- août 1896 - Intégré dans l'escadre de l'amiral P. Andreïev, le Vestnik se rendit en Méditerranée.
- janvier à mai 1898 - Le clipper entreprit une expédition ans l'Atlantique, du cap Vert, il se rendit aux Açores.
- 1900 - Le bâtiment de guerre fut converti en navire école pour le Corps des cadets de la Marine.
- 6 novembre 1905 - Le navire fut ancré dans le port de Kronstadt.
- 2 septembre 1906 - Le Vestnik fut rayé des effectifs de la Marine impériale de Russie.

## Commandants duVestnik
- 1880 : Capitaine de Vaisseau Leonid Kologeras.
- 1880 : Lieutenant puis capitaine 2e classe (1er janvier 1882) Fiodor Karlovitch Avelan.
- 1885 : Capitaine 2e classe N. Lang.
- 1890-1891 : Capitaine 2e classe A.K. de Livron.
- 1891-1896 : Capitaine 2e classe (à partir du 6 décembre 1895) V.P. Larine.
- 1896 au 7 juillet 1897 : Capitaine 2e rang Konstantin Borissovitch Mikleïev.
- 7 avril 1897 : Capitaine 2e classe Nikolaï Viktorovitch Young (1855-1905).
- Capitaine 2e classe Andreï Parfenovitch Andreïev.
- 1902-1904 : Capitaine 2e classe A. I. Varnek.
- 1904-1905 : Capitaine 2e classe Ippolit Vladimirovitch Stoudnitski.

## En service sur le Vestnik
- Vassily Maksimovitch Zatsarenny (1852-1916).
- Sergueï Nikolaïevitch Kitaïev.
- Nikolaï Vassilievitch Morozov.
- Mikhaïl Semionovitch Podouchkine. (1886-1945)
- Sergueï Nikolaïevitch Timirev.

### Sources
- Description des ports de l'Australie, la Tasmanie, la Nouvelle-Zélande, la Nouvelle-Calédonie et la Nouvelle-Guinée, composé au cours de l'expédtion du clipper « Vestnik » en 1886 / Russie / marins et les voyageurs en Australie.  « Est littérature », 2007.  (ISBN 978-5-02-036316-8)